# Мартин B-26 Мародер
Мартин B-26 Мародер (енгл. B-26 Marauder) је био амерички бомбардер из периода Другог свјетског рата. Производила га је фабрика Мартин од 1941. до 1945. године.
Постоји и сличан авион А-26 Инвејдер, којем је ознака B-26 дата послије повлачења авиона B-26 Мародер из употребе 1948. године.

## Развој
Са искуством у конструкцији бомбардера, Мартин је 1939. одабрао крило ламинарног профила, оптимизирано за велике брзине, за свој нови бомбардер. Модел 179 је био побједник такмичења за нови бомбардер армије, али проблеми су почели приликом употребе, јер пилоти нису били навикли на велике брзине полијетања и слијетања, што је узроковало бројне жртве.
Први лет прототипа је изведен 25. новембра 1940. године, а авион је ушао у серијску производњу 1941.
Произведено је укупно 5157 за војску САД, и још неколико стотина за морнарицу.

## У борби
Ррви авиони B-26А су достављени у Аустралију дан послије напада на Перл Харбор. Каснији модел Б је интензивно кориштен у југозападном Пацифику, са додатним резервоаром горива у задњем спремишту бомби. Од 641 авиона Б серије крило и вертикални реп су продужени, а 14. маја 1943. B-26 постаје главни армијски бомбардер САД ина европском ратишту са 9. ваздушном армијом. 
До побједе у Европи 1945. губици B-26 су били нижи од свих других бомбардера САД на европском ратишту. Око 522 је служило и код РАФ-а и јужноафричког РВ у јужној Италији.
Верзије су осим бомбардера укључивале и ЈМ-1 и ЈМ-2 авионе за вучу мета, извиђаче и око 200 АТ-23 (касније означених ТБ-26) тренажних авиона.
Године 1948. Мародери су повучени из употребе, а ознака B-26 је пребачена на авион А-26 Инвејдер.

## Карактеристике
Врста авиона: 
- Први лет прототипа: 1940.
- Произвођач: Мартин

Димензије
- Аеропрофил крила:

Масе
Погонска група
- Мотори: два, Прат и Витни (Pratt & Whitney R-2800-43), 1,400 kW, 1,900 КС
- Однос снага/тежина: 170

## Летне особине
- Највећа брзина: око 451-500 km/h, зависно од верзије
- Радијус дејства: 1850
- Највећи долет: 2,480 nmi, 4,590
- Оперативни врхунац лета: 6,400
- Брзина пењања: 6.1

## Наоружање
- Стрељачко: 12 × .50 in (12.7 mm) Браунинг (Browning) митраљези
- Бомбе: до 1814—2359 kg, зависно од верзије